# Ataxocerithium brazieri
Ataxocerithium brazieri is een slakkensoort uit de familie van de Newtoniellidae. De wetenschappelijke naam van de soort is voor het eerst geldig gepubliceerd in 1906 door Cossmann.